# Після (франшиза)
«Після» (англ. After) — серія фільмів, що складається з американських романтичних драм, заснованих на романах «Опісля» письменниці Анни Тодд. Сюжет зосереджений навколо позитивних та негативних переживань романтичних стосунків молодої пари Тесси та Гардіна. У ході залицянь та стосунків закохані долають різні перешкоди та розбіжності в поглядах, зміцнюючи плани спільної побудови майбутнього.
Хоча всі фільми зустріли негативні відгуки критиків, вони завоювали помірну популярність серед глядачів. Також перший фільм добре зарекомендував себе у фінансовому плані. Грошовий успіх призвів до того, що пов'язані виробничі студії погодились на кілька продовжень одночасно.
Серія «Після» налічує п'ять фільмів: власне «Після» (2019), а також його сиквели — «Після сварки» (2020), «Після падіння» (2021), «Після. Довго і щасливо» (2022), «Після. Назавжди» (2023).

## Фільми

### Після (2019)
Тесса пишається тим, що є досвідченою відданою ученицею та відповідальною дочкою, і завжди була вірною подругою своєму хлопцеві зі старшої школи. Однак, коли вона вирушає до коледжу, все це під сумнівами, адже вона зустрічає задумливого та загадкового хлопця на ім'я Гардін. Через насичену подіями серію романтичних зустрічей Тесса задається низкою питань про свій характер, своє майбутнє, яким вона його бачила та у що вірила.

### Після сварки (2020)
Після пристрасного початку їхніх стосунків Тесса і Гардін пережили бурхливі розбіжності та низку залицянь. Попри це, пара неодноразово повертається одне до одного, вважаючи, що любов допомогла їм знайти шлях до побудови міцних стосунків. Хоча Гардін може бути злим, Тессу тягне до нього. Гардін щосили намагається впоратися зі своїм темним сімейним минулим та зі своїм гнівом. Коли його життєвий досвід стає очевидним, Тесса задається питанням про їхнє спільне майбутнє. Коли вона розбиває свою машину після сварки, Гардін починає вірити, що завдасть їй лише шкоди.

### Після падіння (2021)
Коли батько-алкоголік Тесси після довгої відсутності знову приходить в її життя, вона та Гардін намагаються налагодити з ним стосунки. Оскільки Тесса планує поїхати у пошуках роботи, стосунки пари знову загострюються. У міру того, як вони розходяться, вони починають досліджувати романтичні інтереси в інших людях, при цьому заздрячи потенційним нареченим один одного. Хоча вони розглядають інші варіанти, зрештою, примиряться. Вирішуючи знову бути разом, одкровення про справжню сім'ю Гардіна призводять пару до нової пригоди.

### Після. Довго і щасливо (2022)
Незважаючи на те, що у них було багато труднощів протягом їхніх стосунків, Тесса і Гардін виявляють, що їхня любов лише міцнішає. Коли вони виявляють, що у них обох є секрети щодо своїх сімей та виховання, вони розуміють, що вони не такі різні, як думали спочатку. Час, проведений разом, врівноважив кожну з їхніх сильних та слабких сторін: Тесса більше не проста гарна дівчинка, а Гардін подолав свою жорстоку сувору зовнішність. Незважаючи на це, вони продовжують долати свої нові відмінності, вирішивши разом створити сім'ю.

### Після. Назавжди (2023)
Це останній фільм франшизи, як повідомило керівництво продюсерської компанії «Напруга» (Voltage Pictures). У серпні 2022 року було оголошено про завершення виробництва секретного продовження серії. Хоча жодних подробиць не розголошується, було заявлено, що назва фільму та основні зйомки були нещодавно завершені. Джозефін Ленґфорд і Гіро Файнс-Тіффін знову зіграють свої ролі Тесси Янг і Гардіна Скотта відповідно. Фільм знімався у Португалії у 2022 році і також у ньому використовували кадри, зняті режисером Кастілл Лендон у 2020 році у Болгарії під час зйомок третього та четвертого фільмів франшизи «Після». Продюсер Дженніфер Гібгот повідомила у 2023 році, що у створенні сценарію п'ятого фільму брали участь режисер Кастілл Лендон та актори фільму: Джозефін Ленґфорд та Гіро Файнс-Тіффін. Історія з книги про Гардіна до зустрічі з Тессою частково увійшла до Після. Назавжди.
Фільм розповідає про час після розлучення Гардіна і Теси, про життя вдалині один від одного, про їхню зустріч на весіллі Лендона з Норою та інші різні події в житті Гардіна і Теси окремо і разом.
Гардін розмовляє зі своїми батьками і щосили намагається забути Тессу, коли він береться до написання своєї наступної книги.
Гардін убитий горем через те, що Тесса хоче рухатися далі і не бути з ним, тоді як Гардін хоче бути з нею. Тесса каже Гардіну рухатися далі. Далі Гардін їде до Лісабона, Португалії, щоб просити Наталі пробачити його за все, що він з нею зробив раніше. Коли він стикається віч-на-віч з Наталі, вона хоче, щоб він пішов. Пізніше Гардін зустрічає Себастьяна (друг Наталі), який ненавидить Гардіна. Чи будуть після цих ситуацій Гардін та Тесса разом — залишається загадкою 

### Заплановані проєкти

#### Майбутнє
У квітні 2021 року було оголошено, що у розробці знаходяться дві додаткові інсталяції із серії «Після». І приквел, і шосту частину планувалося знімати послідовно, починаючи з осені 2021 року. Сценаристом і режисером фільмів мала бути Кастілл Лендон. У червні того ж року режисер заявила, що продовжить роботу над серією фільмів після того, як спочатку завершить основну фотозйомку оригінального сценарію, заснованого на історії кохання ММА (Змішані бойові мистецтва).

#### До
Заснований на однойменній новелі, сюжет обертатиметься навколо життя Гардіна Скотта до того, як він зустрів Тессу Янг. У проєкті буде детально описана «велика розмова» з більш розгорнутим сюжетом, що включає травму персонажа та сімейне життя. Оскільки у фільмі персонаж буде зображений у молодшому віці, Гіро Файнс-Тіффін не повторюватиме цю роль.
У 2021 році Кастилл Лендон повідомила про фільми До та Майбутнього фільму про їхніх дітей. Розробка фільмів «До» та «Майбутній фільм про їхніх дітей» не проводиться. Творці франшизи Voltage Pictures повідомили у 2023 році, що фільм «Після. Назавжди» є останнім фільмом. Розробка фільмів «До» та «Після. Глава 6» не проводиться.

#### Майбутнє про дітей
Натхненний деталями епілогу четвертого фільму сюжет буде зосереджений навколо наступного покоління сім'ї Скотт. Головними героями фільму стануть Емері та Оден Скотт, а також їхня двоюрідна сестра Едді. Гардін і Тесса з'являться в сюжеті, хоча і як другорядні персонажі, такі як батьки Емері і Одена. Сценарист і режисер Лендон повідомила, що фільм досліджуватиме психологію дітей, які «несуть на собі гріхи батьків, вони намагатимуться вирватися з цього». Хоча в цій історії буде менше вихідного матеріалу, ніж у попередніх адаптаціях, режисер заявив, що вона «залишиться правдивою» стосовно минулих інсталяцій.
У 2021 році Кастилл Лендон повідомила про фільми «До» та «Майбутнє про дітей». У 2023 році творці франшизи Voltage Pictures повідомили, що фільм «Після. Назавжди» є останнім — розробка фільмів «До» та «Майбутнє про дітей» не проводиться.

## У ролях

### Після (2019)
| Актор              | Роль          |
| ------------------ | ------------- |
| Джозефін Ленґфорд  | Тесса Янг     |
| Гіро Файнс-Тіффін  | Гардін Скотт  |
| Шейн Пол Макгі     | Лендон Гібсон |
| Семюел Ларсен      | Зед Еванс     |
| Хадіджа Ред Тандер | Стеф Джонс    |
| Свен Теммел        | Джейс         |
| Інанна Саркіс      | Моллі Семюелс |
| Пітер Галлагер     | Кен Скотт     |
| Дженніфер Білз     | Карен Скотт   |
| Піа Міа            | Трістан       |
| Медоу Вільямс      | Професор Сото |
| Ділан Арнольд      | Ной Портер    |
| Сельма Блер        | Керол Янг     |

### Після сварки (2020)
- Джозефін Ленґфорд — Тесса Янг
- Гіро Файнс-Тіффін — Гардін Скотт
  - Джон Джексон Хантер — маленький Гардін
- Ділан Спраус — Тревор Меттьюс
- Чарлі Уебер — Крістіан Венс
- Кендіс Кінг — Кімберлі Венс
- Луїза Ломбард — Тріш Деніелс
- Роб Естес — Кен Скотт
- Каріма Вестбрук — Карен Скотт
- Макс Роган — Сміт Венс
- Шейн Пол Макгі — Лендон Гібсон
- Семюел Ларсен — Зед Еванс
- Хадіджа Ред Тандер — Стеф Джонс
- Піа Міа — Трістан
- Інанна Саркіс — Моллі Семюелс
- Ділан Арнольд — Ной Портер
- Стефан Роллінз — Річард Янг

### Після падіння (2021)
- Гіро Файнс-Тіффін — Гардін Скотт
- Джозефін Ленґфорд — Тесса Янг
- Аріель Кеббел — Кімберлі
- Миру Сорвіно — Керол Янг
- Стівен Мойєр — Крістіан Венс
- Луїза Ломбард — Тріш Деніелс
- Чанс Пердомо — Лендон
- Роб Естес — Кен Скотт
- Картер Дженкінс — Роберт
- Кіана Мадейра — Нора.
- Френсіс Тернер — Карен

### Після. Довго та щасливо (2022)
- Гіро Файнс-Тіффін — Гардін Скотт
- Джозефін Ленґфорд — Тесса Янг
- Луїза Ломбард — Тріш Деніелс
- Картер Дженкінс — Роберт
- Роб Естес — Кен Скотт
- Чанс Пердомо — Лендон
- Миру Сорвіно — Керол Янг
- Аріель Кеббел — Кімберлі
- Стівен Мойєр — Венс
- Френсіс Тернер — Карен
- Кіана Мадейра — Нора.
- Антон Коттас — Сміт
- Райан Ол — Джо
- Тосін Томпсон — Джанін

### Після. Назавжди (2023)
- Гіро Файнс-Тіффін — Гардін Скотт
- Джозефін Ленґфорд — Тесса Янг
- Луїза Ломбард — Тріш Деніелс
- Стівен Мойєр — Крістіан Венс
- Мімі Кін — Наталі
- Бенджамін Масколо — Себастьян
- Ченс Пердомо — Лендон
- Картер Дженкінс — Роберт
- Кіана Мадейра — Нора.
- Антон Коттас — Сміт Венс
- Ая Іванова — Емірі
- Франклін Кендрік — маленький Гардін
- Кора Кірк — Фрейя
- Джессіка Веббер — Медді

## Сприйняття

### Касові збори
| Фільм                  | Загальносвітові касові збори | Загальносвітові касові збори | Загальносвітові касові збори | Місце зі зборів     | Місце зі зборів | Продажі на відео | Касові збори  | Бюджет       | Касові збори (без США та Канади) | Джерело       |
| Фільм                  | Північна Америка             | Інші території               | Світові                      | У Північній Америці | Світові         | Північна Америка | Касові збори  | Бюджет       | Касові збори (без США та Канади) | Джерело       |
| ---------------------- | ---------------------------- | ---------------------------- | ---------------------------- | ------------------- | --------------- | ---------------- | ------------- | ------------ | -------------------------------- | ------------- |
| Після                  | $12,138,565                  | $57,359,022                  | $69,497,587                  | #4,820              | #1,984          | $1,380,594       | >$69,497,587  | $14,000,000  | $56,878,181                      | [ 20 ] [ 21 ] |
| Після сварки           | $2,386,483                   | $45,603,931                  | $47,990,414                  | # 7,457             | #2,142          | -                | >$47,990,414  | $14,000,000  | >$33,990,414                     | [ 22 ] [ 23 ] |
| Після падіння          | $2,170,750                   | $19,582,955                  | $21,753,705                  | # 7,587             | #3,539          | -                | >$21,753,705  | $14,000,000  | >$7,569,146                      | [ 24 ] [ 25 ] |
| Після. Довго і щасливо | $1,072,750                   | $18,165,323                  | $19,238,073                  | # 8,717             | #4,469          | -                | >$19,238,073  | -            | ≤$11,566,937                     | [ 26 ] [ 27 ] |
| Після. Назавжди        | -                            | $10,641,434                  | $10,641,434                  |                     |                 | -                | >$10,628,992  | -            |                                  | [ 28 ]        |
| Підсумок               | $17,768,548                  | $151,168,106                 | $168,936,654                 | # 7,145             | #3,034          | >$1,380,594      | >$168,924,212 | >$47,000,000 | ≤$110,004,678                    |               |

### Критичний прийом
| Фільм                    | Rotten Tomatoes                      | Metacritic          | CinemaScore |
| ------------------------ | ------------------------------------ | ------------------- | ----------- |
| «Після»                  | 18 % (38 рецензій)                   | 30/100 (8 рецензій) | B           |
| «Після сварки»           | 13 % (15 рецензій)                   | 14/100 (4 рецензії) | -           |
| «Після падіння»          | 0 % (11 рецензій)                    | 28/100 (3 рецензії) | -           |
| «Після. Довго і щасливо» | 0 % (5 рецензій)                     | 0/100 (1 рецензія)  | -           |
| «Після. Назавжди»        | —(бракує кількості оцінок, рецензій) |                     | -           |